# لورينزو بيليغريني
لورينزو بيليغريني (بالإيطالية: Lorenzo Pellegrini)‏ (ولد في 19 يونيو 1996) هو لاعب كرة قدم إيطالي، يلعب في خط الوسط، لصالح نادي روما والمنتخب الإيطالي لكرة القدم. نشأ بيليغريني في روما، ولعب لأول مرة في الفريق الأول عام 2015، قبل أن يبنتقل إلى صفوف نادي ساسولو الذي شارك معه في 50 مباراة على مدار عامين، عاد بعدهما إلى نادي روما في يوليو 2017.

## مسيرته الكروية
لعب لورينزو بيليغريني خلال مسيرته الاحترافية مع ناديين في خمسة مواسم وسجل خلالها 15 هدفًا ضمن 101 مباراة. ولم يفز بأي موسم بالكأس أو بالدوري.
خاض لورينزو بيليغريني مسيرته مع نادي روما في موسم 2014–15 في المرة الأولى لمدة موسم واحد ثم في موسم 2017–18 ولمدة موسمين، مشاركًا طوالها في 54 مباراة سجل خلالها 6 أهداف. ثم انتقل إلى نادي ساسولو في موسم 2015–16 ولمدة موسمين، حيث شارك في 47 مباراة سجل خلالها 9 أهداف.

## روابط خارجية
- لورينزو بيليغريني على موقع الاتحاد الدولي (مؤرشف)  (الإنجليزية)
- لورينزو بيليغريني على موقع الاتحاد الدولي (مؤرشف)  (الإنجليزية)
- لورينزو بيليغريني على موقع الاتحاد الأوربي (الإنجليزية)
- لورينزو بيليغريني على موقع إي إس بي إن إف سي (الإنجليزية)
- لورينزو بيليغريني على موقع قاعدة بيانات كرة القدم.إي يو (الإنجليزية)
- لورينزو بيليغريني على موقع ناشيونال فوتبول تيمز (الإنجليزية)
- لورينزو بيليغريني على موقع Soccerbase.com (لاعب) (الإنجليزية)
- لورينزو بيليغريني على موقع Soccerway.com (الإنجليزية)
- لورينزو بيليغريني على موقع عالم كرة القدم.نت (الإنجليزية)
- لورينزو بيليغريني على موقع AS.com (الإسبانية)